# Gerrothorax
 (décembre 2018).
Si vous disposez d'ouvrages ou d'articles de référence ou si vous connaissez des sites web de qualité traitant du thème abordé ici, merci de compléter l'article en donnant les références utiles à sa vérifiabilité et en les liant à la section « Notes et références ».
Genre
Gerrothorax (« coffre en osier ») est un  genre éteint de temnospondyles, des amphibiens de la période du Trias au Groenland, en Allemagne, en Suède, et peut-être en Thaïlande. Il est connu d'une seule espèce, G. pulcherrimus, bien que plusieurs autres espèces telles que G. pustuloglomeratus aient été nommées dans le passé.
Gerrothorax mesurait environ 1 mètre de long et avait un corps remarquablement aplati. Il se cachait probablement sous le sable ou la boue sur les fonds des rivières et des lacs, scrutant les proies avec ses grands yeux tournés vers le haut. Gerrothorax avait un crâne de forme inhabituelle avec des protubérances angulaires sur les côtés. Cela ressemblait vaguement au crâne de Diplocaulus, un amphibien plus ancien et non apparenté, mais qui n'était pas aussi développé.

## Liste d'espèces
Selon BioLib (2 juillet 2018) :
- Gerrothorax pulcherrimus (Fraas, 1913) †
- Gerrothorax rhaeticus Nilsson, 1937 †

Selon Paleobiology Database (2 juillet 2018) :
- Gerrothorax pulcherrimus